# それ行けKinKi大冒険
『それ行けKinKi大冒険』（それいけキンキだいぼうけん）は、1996年4月7日から同年9月29日まで日本テレビで放送されていたバラエティ番組である。放送時間は毎週日曜 10:55 - 11:25 （日本標準時）。

## 概要
系列局の中京テレビと読売テレビはこの時間帯に本番組を放送せず、それぞれ自社製作番組『デラでら!早見英語塾』と『西村由紀江の日曜はピアノ気分』を放送していた。
番組は半年で同タイトルでの放送を終了し、日曜12:10枠へ移動。以後は『それ行けKinKi大放送』と題して放送されていた。

## 出演者
- KinKi Kids[1]

## エンディングテーマ
- わかりました（歌：KinKi Kids、作詞：相田毅、作曲：寺田一郎） - テレビやコンサートで披露されたが、CD化はされていない。コンサートビデオにも収録されていないため、現在では聞くことすら困難な楽曲である。

## スタッフ
- 構成：海老克哉、町山広美、下等ひろき（現:加藤裕己）
- ロケ技術：ヒットプライニング
- 美術：羽谷重信
- デザイン：小林俊輔
- メイク：馬田恵美
- スタイリスト：鈴木玲子
- 広報：河村良子
- 編集：遠藤和人（ギブアンドテイク）
- MA：森司朗（ギブアンドテイク）
- TK：福岡由紀
- 音効：佐藤裕二
- 協力：ジャニーズ事務所
- ディレクター：浪岡厚生、佐々木俊勝、当麻康夫
- 演出：三枝孝臣
- プロデューサー：中井信介
- チーフプロデューサー：渡辺弘
- 製作・著作：日本テレビ